# 基什考什绍
基什考什绍，是匈牙利巴兰尼亚州所辖的一个村。总面积13.33平方公里，总人口269，人口密度20.2人/平方公里（2011年1月1日）。